# Lauter (Surberg)
Lauter ist ein Gemeindeteil der Gemeinde Surberg im Landkreis Traunstein in Oberbayern. Das Dorf mit 342 Einwohnern liegt auf 600 m ü. NHN an der Bahnstrecke München–Salzburg. Bis in die 1970er-Jahre hatte Lauter eine Bahnhaltestelle.

## Geschichte
Lauter ist einer der Orte, die in den Breves Notitiae bereits 790 genannt wurden. Im 8. Jahrhundert schenkten die Grafen Adalbert, Reimbert und Norbert Güter in Lauter an die Salzburger Kirche. Es ist jedoch nicht ausgeschlossen, dass der Ort noch älter ist, zumal hier die Römerstraße Salzburg–Augsburg, heute Via Julia genannt, vorbeiführte. Allerdings konnte die Römerstraße bisher noch nicht archäologisch nachgewiesen werden. 
Als Mautstation war Lauter von 959 bis 1245 ein wichtiger Ort, der erst an Bedeutung verlor, als im 19. Jahrhundert die Straße im Surtal gebaut wurde. Mit dem 2. Erhartinger Vertrag von 1275 wurde die Mautstelle an der so genannten Mittleren Salzstraße nach Traunstein verlegt. Gleichzeitig aber wurde Lauter zum Grenzort. In diesem Vertrag hat der Bayernherzog die Westgrenze der Besitzungen des Salzburger Erzbischofs anerkannt. Lauter gehört zum Rupertiwinkel, mit dem es 1810 zu Bayern kam. Schon immer gab es einen Schmied, einen Wagner, einen Kramer und einen Wirt.

## Gemeinde
Aufgrund des bayerischen Gemeindeedikts von 1818 entstand die Gemeinde Kapell. Sie umfasste 1928 folgende 32 Gemeindeteile: Andrichstadt, Brucklehen, Burghartsöd, Diesenbach, Feiler, Fuchsreut, Gastag, Geiersnest, Holneich, Kapell, Lauter, Lehen in Kapell, Lehen in Surrberg, Leiten, Lerchen, Nutz, Oberhöhenwald, Quirn, Rausch, Reut, Ried, Roßruck, Schineck, Spiegelsberg, Surbergbichl, Thal, Thalmann, Thalmühle, Weichetstein, Wiesen, Wüstenreit und Zaglhäusl.
Am 17. Februar 1968 wurde der Name der Gemeinde Kapell amtlich in Lauter geändert. Am 1. Januar 1970 wurde sie aufgelöst. Ihr Gebiet wurde in die Gemeinden Neukirchen am Teisenberg und Surberg eingegliedert.
Ehrenbürger
Die folgenden Personen erhielten die Ehrenbürgerwürde durch die Gemeinde Kapell.
| Verleihung     | Name              | Lebensdaten | Beruf / Wirken            | Anmerkung                                   |
| -------------- | ----------------- | ----------- | ------------------------- | ------------------------------------------- |
| 23. April 1913 | August Reitmair   | 1862–1949   | Pfarrer von 1898 bis 1918 |                                             |
| 17. Mai 1925   | Josef Niedermayer | 1874–1951   | Pfarrer von 1918 bis 1926 | Verleihung zum 25-jährigen Priesterjubiläum |
| 29. Juni 1949  | Stefan Wachinger  | 1885–1979   | Pfarrer von 1928 bis 1958 |                                             |

## Baudenkmäler
Siehe: Liste der Baudenkmäler in Lauter